# Saint-Louis (quartier de Québec)
Saint-Louis est un des 35 quartiers de la ville de Québec, et un des sept qui sont situés dans l'arrondissement Sainte-Foy–Sillery–Cap-Rouge. Son nom provient du chemin Saint-Louis qui le traverse ainsi que de la paroisse Saint-Louis-de-France. Il ne doit pas être confondu avec le faubourg Saint-Louis, un ancien quartier de la ville situé près du Vieux-Québec.

## Portrait du quartier
Le quartier Saint-Louis est composé principalement de quartiers résidentiels, auxquels s'ajoute un important secteur hôtelier et commercial sur le boulevard Laurier. Les deux ponts qui relient la ville de Québec à la rive sud du fleuve Saint-Laurent aboutissent dans le quartier.
Au conseil municipal de Québec, le quartier est représenté par les districts de Saint-Louis-Sillery, de la Pointe-de-Sainte-Foy et du Plateau.

### Artères principales

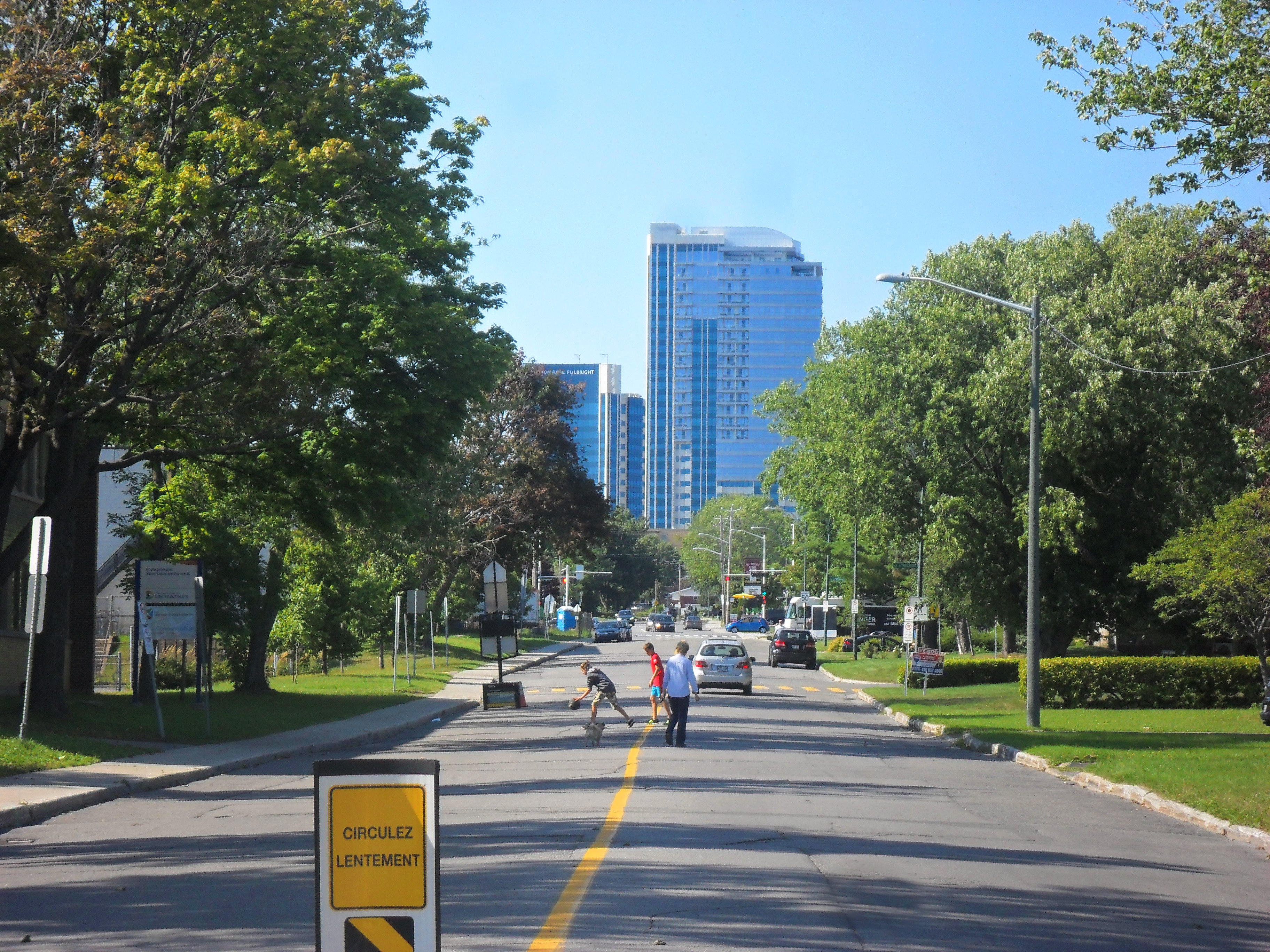
Route de l'Église

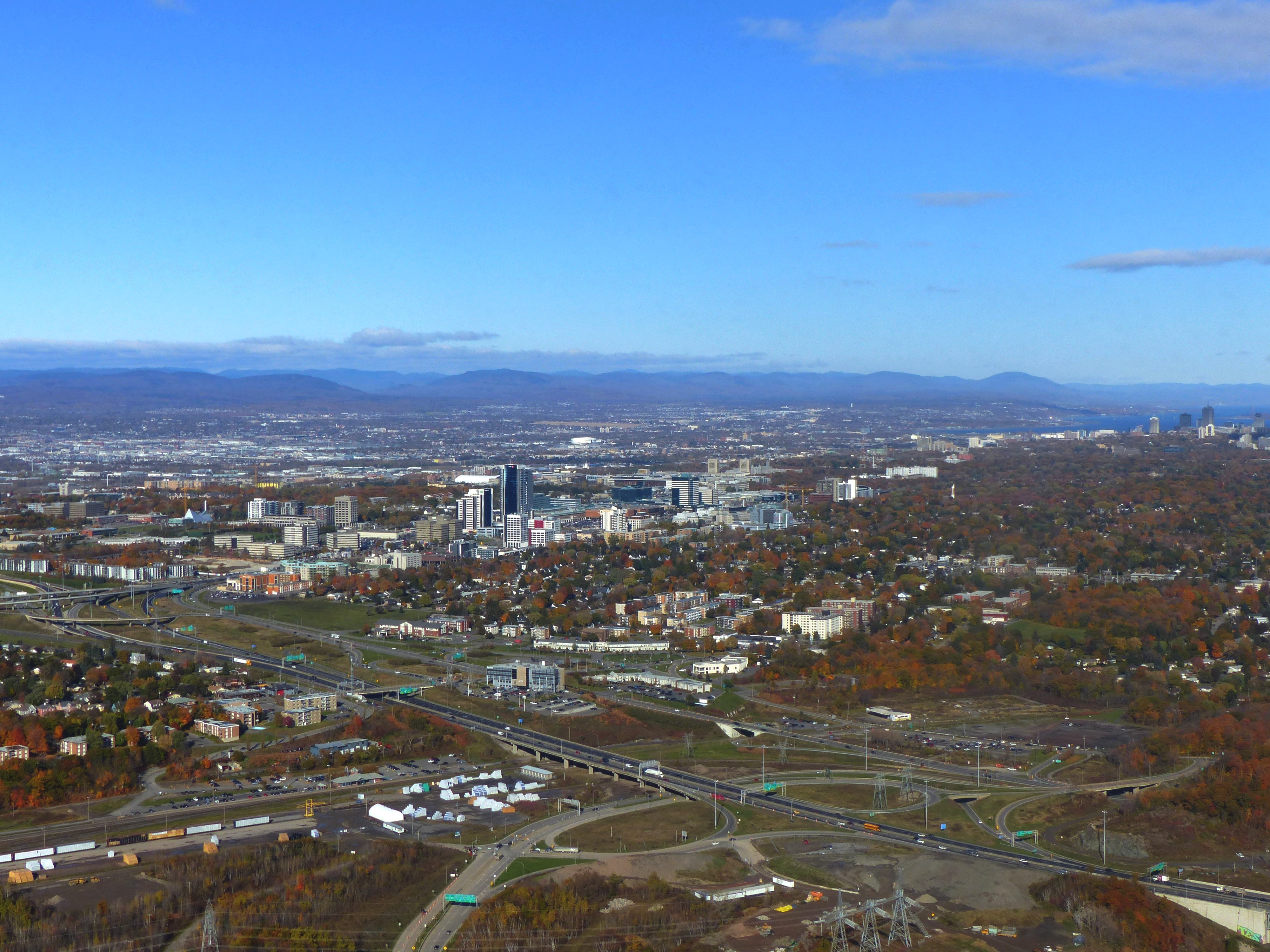
Secteur de la « tête des ponts »

- Autoroute Henri-IV
- Autoroute Duplessis
- Boulevard Laurier
- Boulevard Hochelaga
- Boulevard Champlain
- Chemin des Quatre-Bourgeois
- Chemin Saint-Louis
- Route de l'Église

### Parcs, espaces verts et loisirs
- Aquarium du Québec
- Parc Saint-Louis-de-France
- Parc Sainte-Isabelle
- Parc Roland-Beaudin
- Centre de glaces de Québec
- Centre sportif de Sainte-Foy
- Boisé Centre Cardinal Villeneuve
- Parc du Domaine-des-Retraités

### Édifices religieux
- Église Saint-Louis-de-France[1] (1961)
- Église Sainte-Ursule[2] (1964)
- Église Saint-Denys-du-Plateau[3] (1964, fermée en mai 2009)
  - Cette église a été conçue par l'architecte Jean-Marie Roy, dont elle constitue une œuvre marquante. Fermée au culte en 2009, elle a été complètement rénovée sous la direction de l'architecte Dan Hanganu et rouverte en novembre 2013 pour accueillir la bibliothèque Monique-Corriveau du réseau des bibliothèques de Québec[4].

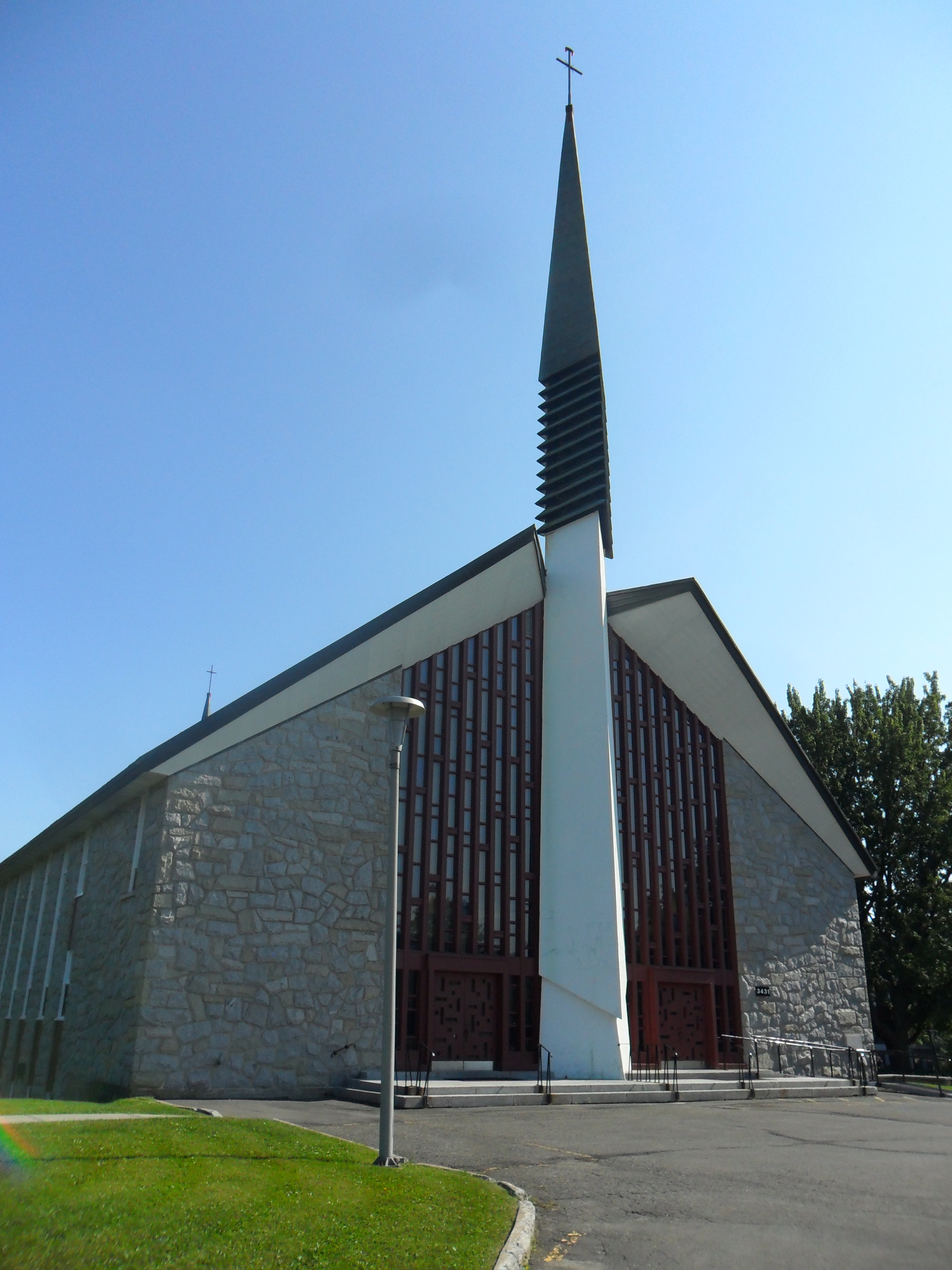
Église Sainte-Ursule
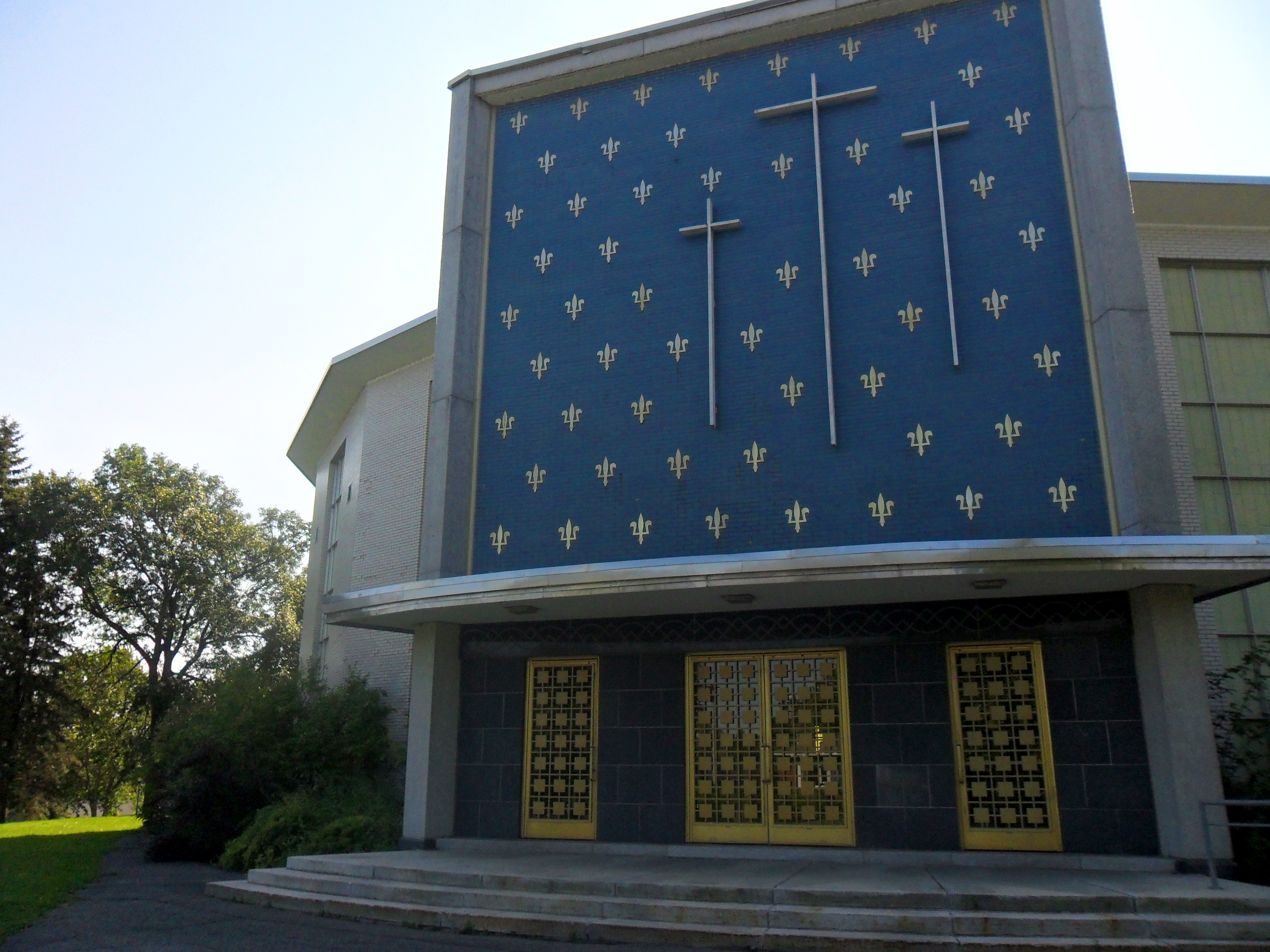
Église Saint-Louis-de-France
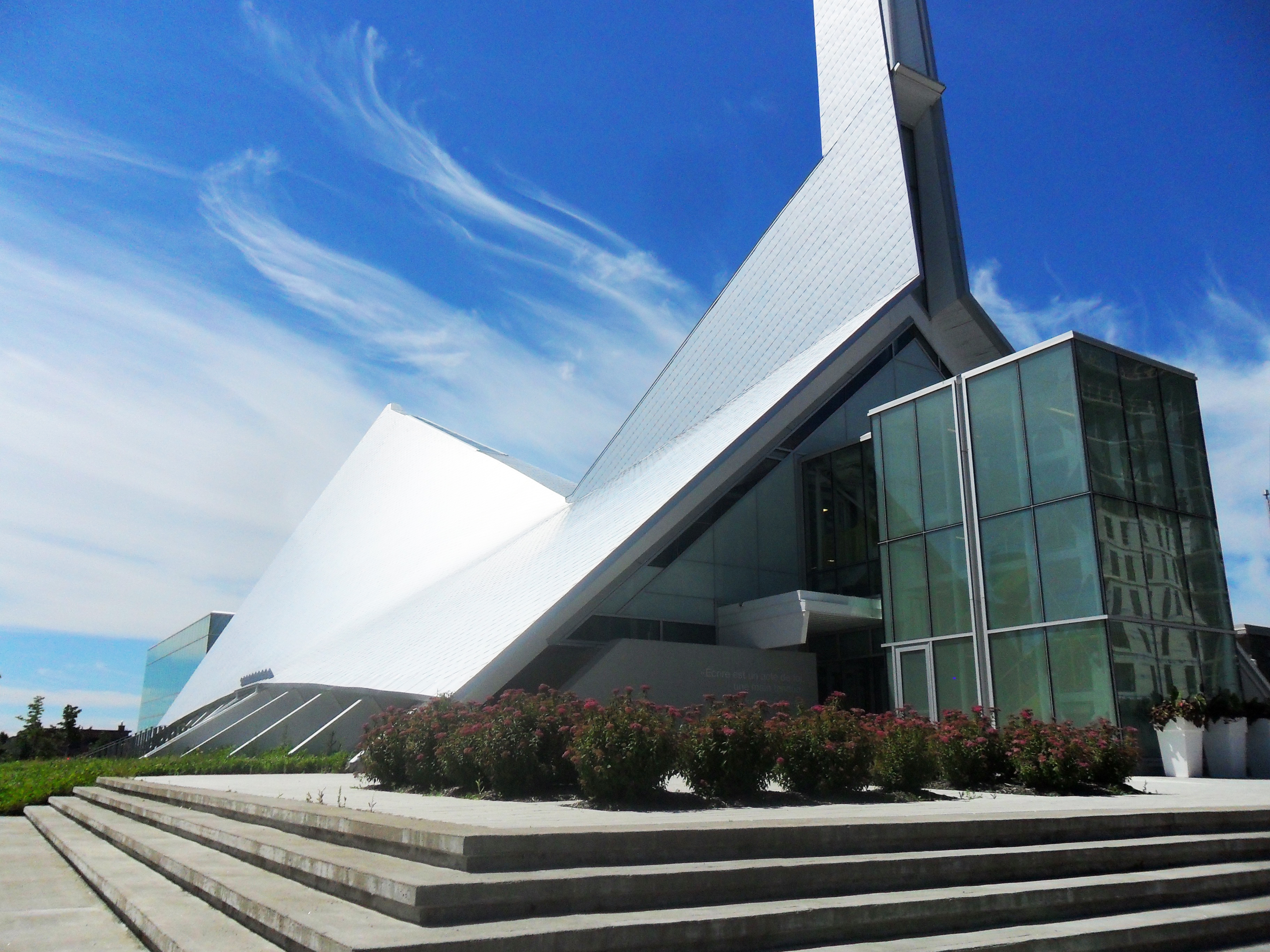
Église Saint-Denys-du-Plateau (reconvertie)

### Commerces et entreprises
- Marché public de Sainte-Foy

### Lieux d'enseignement
- Commission scolaire des Découvreurs:
  - École secondaire De Rochebelle
  - École maternelle et primaire Saint-Louis-de-France
  - École maternelle et primaire des Cœurs-Vaillants

### Autres édifices notables
- Édifice Andrée-P.-Boucher (ancien hôtel de ville de Sainte-Foy et actuel bureau d'arrondissement)
- Centre hospitalier de l'Université Laval (CHUL)
- Centre Cardinal-Villeneuve de l'Institut de réadaptation en déficience physique de Québec (IRDPQ).
- Complexe Jules-Dallaire
- Gare de Sainte-Foy (train) et gare d'autocars de Sainte-Foy
- Place Iberville (édifices à bureaux)

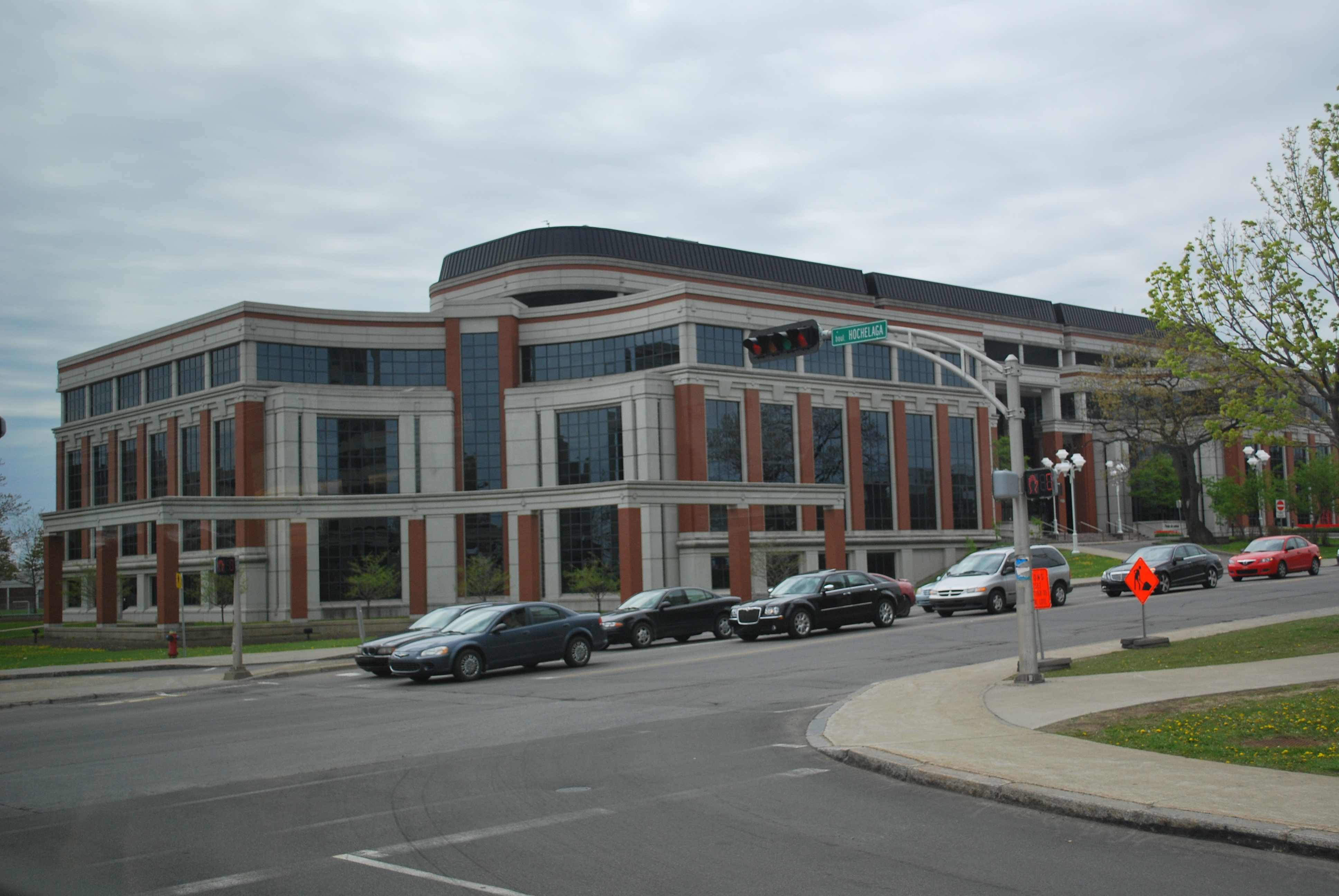
Édifice Andrée-P.-Boucher
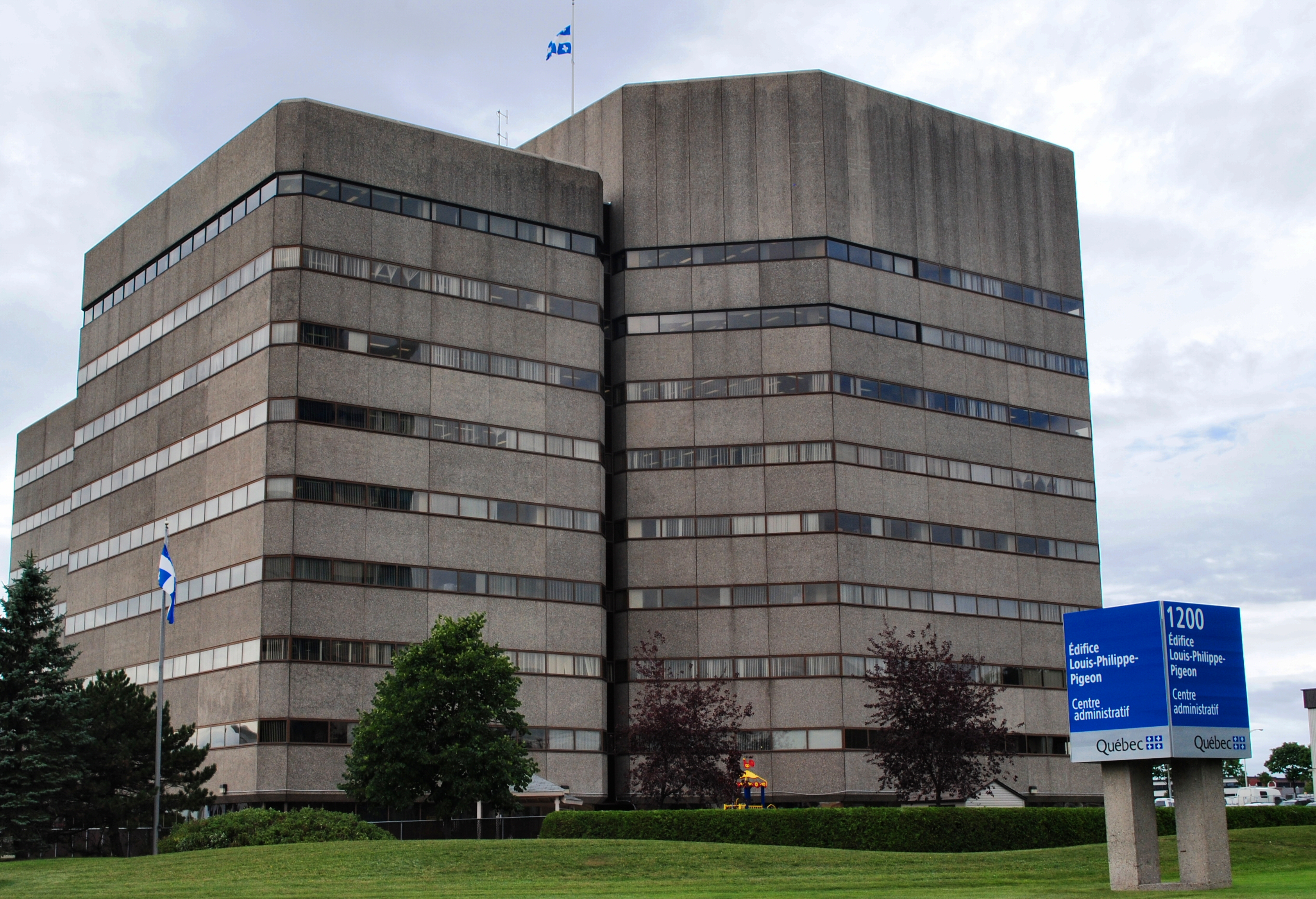
Édifice Louis-Philippe Pigeon (bureaux du Ministère de la Justice)
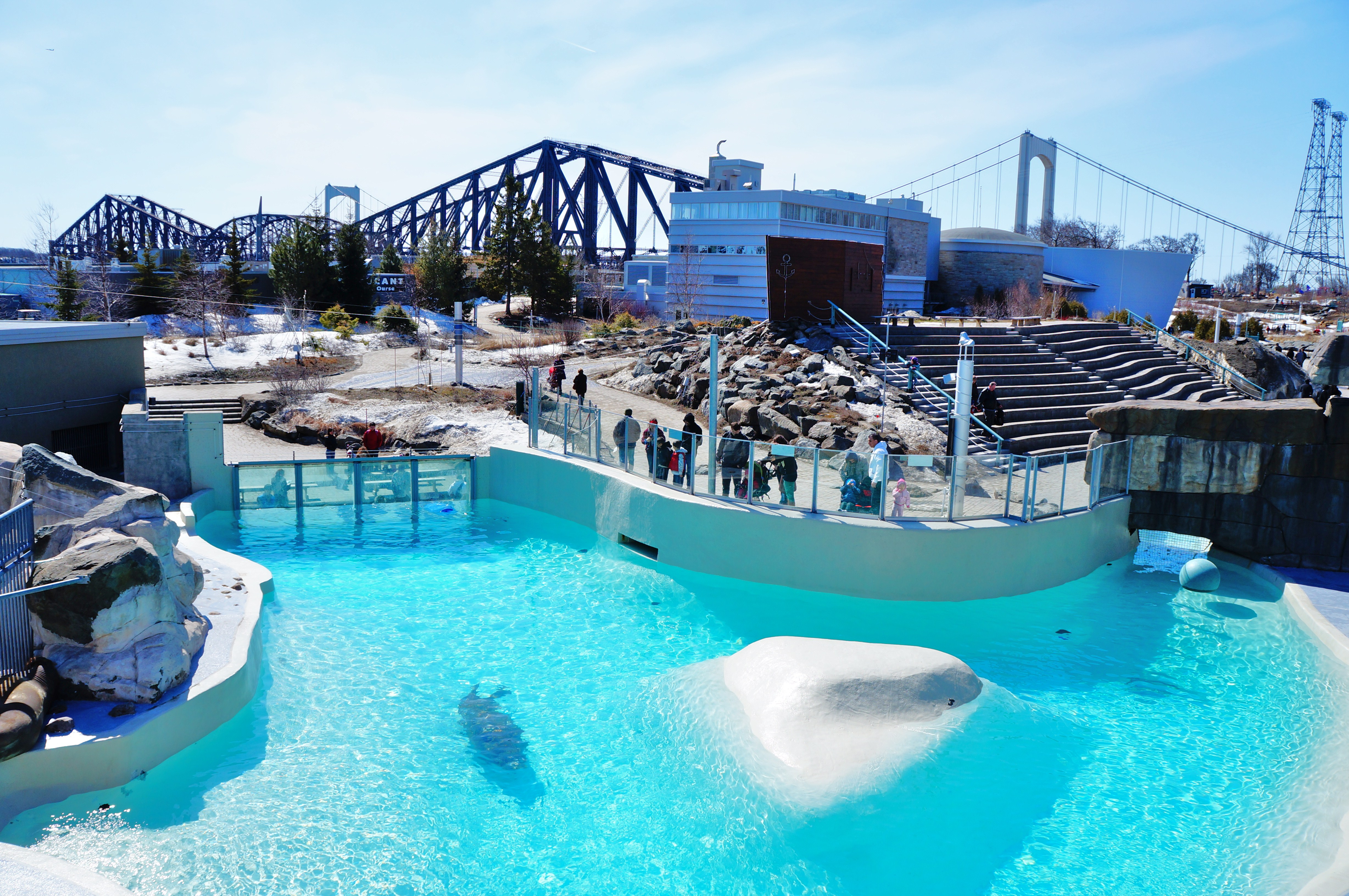
Parc Aquarium du Québec
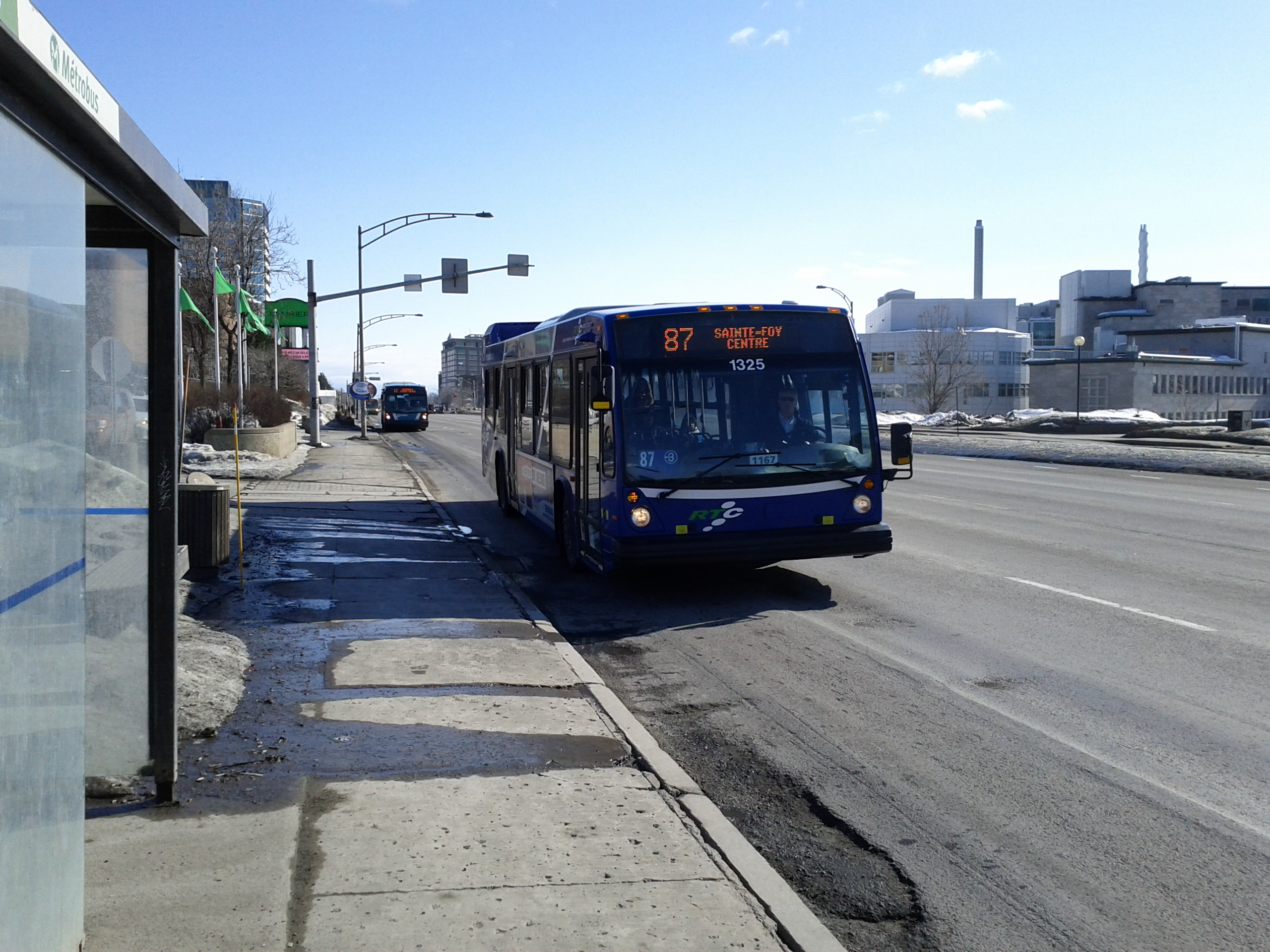
Le CHUL, à droite du boulevard Laurier qui délimite le quartier

## Démographie
Lors du recensement de 2016, le portrait démographique du quartier était le suivant :
- sa population représentait 13,8 % de celle de l'arrondissement et 2,7 % de celle de la ville.
- l'âge moyen était de 43,9 ans tandis que celui à l'échelle de la ville était de 43,2 ans.
- 49 % des habitants étaient propriétaires et 51 % locataires.
- Taux d'activité de 63,4 % et taux de chômage de 6 %.
- Revenu moyen brut des 15 ans et plus : 51 743 $.

| 1996   | 2001   | 2006   | 2011   | 2016   | 2021   |
| ------ | ------ | ------ | ------ | ------ | ------ |
| 13 705 | 13 360 | 13 295 | 13 795 | 14 305 | 16 535 |